# ديفيد مورغان (صحفي)
ديفيد مورغان (بالإنجليزية: David Morgan) هو صحفي بريطاني، ولد في 11 أكتوبر 1959، وتوفي في 2 سبتمبر 2016.